# Ren Klyce

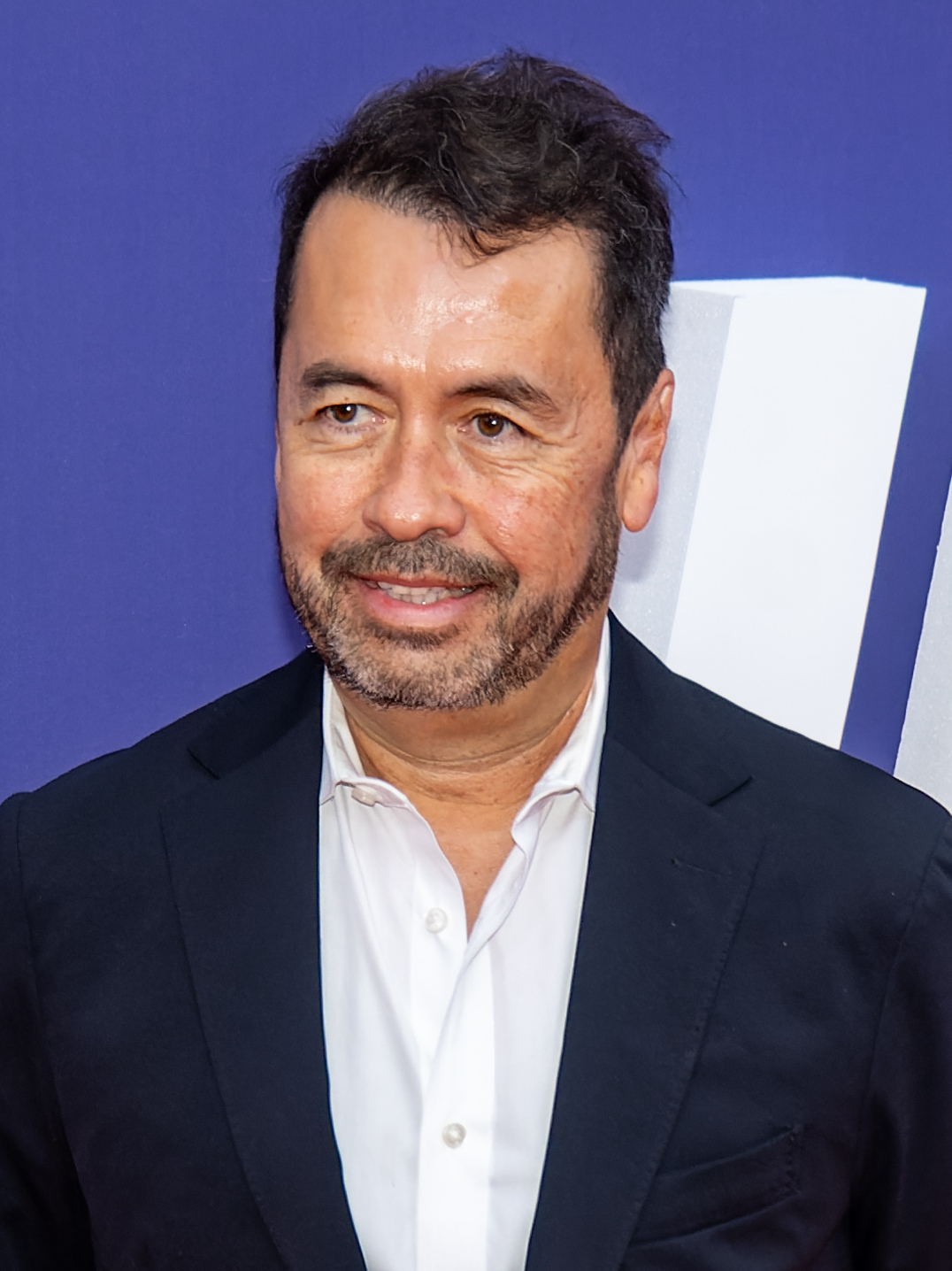
Ren Klyce (2023)

Ren Klyce (* um 1960) ist ein US-amerikanischer Sound Designer.
Als Mitarbeiter großer Hollywoodstudios wie Universal Pictures, New Line Cinema und 20th Century Fox war er verantwortlich für die Soundeffekte diverser bekannter Filmproduktionen. Klyce wurde im Laufe seiner Karriere neun Mal für einen Oscar nominiert, erstmals 1999 für die besten Soundeffekte für den Film Fight Club, dessen Tonschnitt er gemeinsam mit seinem Partner Richard Hymns erledigt hatte, zuletzt 2021 für den Ton von Mank und Soul.

## Filmografie
- 1995: Se7en
- 1995: Fun House Express
- 1997: The Game
- 1997: How They Get There
- 1999: Fight Club
- 1999: Being John Malkovich
- 2001: Ambush
- 2002: Panic Room
- 2003: Ward 13
- 2003: Yeah Right!
- 2005: Stay
- 2007: Zodiac – Die Spur des Killers
- 2007: Der seltsame Fall des Benjamin Button
- 2009: Wo die wilden Kerle wohnen
- 2010: I’m Here
- 2010: The Social Network
- 2011: Verblendung
- 2012: John Carter – Zwischen zwei Welten
- 2012: The Ball Unleashed
- 2013: Oblivion
- 2013: Her
- 2014: Die Boxtrolls
- 2014: Gone Girl – Das perfekte Opfer
- 2014: Lava
- 2015: Alles steht Kopf
- 2016: Alice im Wunderland: Hinter den Spiegeln
- 2016: Piper
- 2017: Star Wars: Die letzten Jedi
- 2018: Die Unglaublichen 2
- 2019: And We Go Green
- 2019: A Toy Story: Alles hört auf kein Kommando
- 2020: Soul
- 2020: Mank
- 2023: Der Killer (The Killer)